# Élections aux Comores
Pour rappel, l'élection est la désignation, par le vote d'électeurs, de personnes destinées à occuper une fonction politique, économique ou sociale.
Les élections aux Comores élisent au niveau national un chef d'État - président de l'Union - et une assemblée parlementaire.
Le président de la République est élu pour un mandat de quatre ans. L'Assemblée de l'union des Comores (al-Majlis al-Sha'abi al-Watani) est composé de 33 membres élus pour cinq ans.